# لیو یینگ (بازیکن فوتبال)
لیو یینگ (انگلیسی: Liu Ying؛ زادهٔ ۱۱ ژوئن ۱۹۷۴) بازیکن فوتبال زن اهل چین بود.